# Nudospongilla yunnanensis
Nudospongilla yunnanensis är en svampdjursart som först beskrevs av Annandale 1910.  Nudospongilla yunnanensis ingår i släktet Nudospongilla och familjen Spongillidae. Inga underarter finns listade i Catalogue of Life.